# Кардапольцев, Александр Васильевич
Александр Васильевич Кардапольцев (24 ноября 1919 года — 11 декабря 2011 года) — советский государственный и партийный деятель, председатель Челябинского областного исполнительного комитета.

## Биография
Родился 24 ноября 1919 года в деревне Вознесенское Башкирской АССР.
В 1942 году окончил Челябинский институт механизации сельского хозяйства. В годы войны работал механиком, затем директором Варламовской машинно-тракторной станции. Член ВКП(б) с 1945 года.
С 1951 по 1955 год являлся заместителем начальника Челябинского областного управления сельского хозяйства, затем, до 1959 года возглавлял областное управление сельского хозяйства.
После переходит на партийную работу. В 1959 году назначается секретарем Челябинского областного комитета КПСС, после чего достаточно быстро переезжает на работу в Москву, где работает в должности заместителя министра сельского хозяйства РСФСР.
В 1961 году возвращается в Челябинск, где становится председателем Исполнительного комитета Челябинского областного Совета.
С разделением в 1962 году на промышленный и сельский обкомы становится сначала председателем организационного бюро Челябинского сельского областного комитета КПСС по сельскохозяйственному производству, а затем секретарем Челябинского сельского областного комитета КПСС.
В этой должности работал до декабря 1964 года после чего снова возглавил Челябинский облисполком.
В 1965 году его переводят в Москву, где он продолжил работать в должности заместителя министра сельского хозяйства СССР.
Умер в 2011 году в Москве. Похоронен на Кунцевском кладбище.
Избирался депутатом Верховного Совета СССР 6-го созыва.

## Награды
- орден Ленина
- орден Трудового Красного Знамени (23.11.1979)
- орден «Знак Почёта» (21.11.1969)
- медали